# Septoria passiflorae
Septoria passiflorae är en svampart som beskrevs av Syd. 1939. Septoria passiflorae ingår i släktet Septoria och familjen Mycosphaerellaceae.   Inga underarter finns listade i Catalogue of Life.